# Carex radiata
Carex radiata är en halvgräsart som först beskrevs av Göran Wahlenberg, och fick sitt nu gällande namn av John Kunkel Small. Carex radiata ingår i släktet starrar, och familjen halvgräs. Inga underarter finns listade i Catalogue of Life.